# Louiseville
Louiseville es una ciudad de la provincia de Quebec, Canadá. Está ubicada en el municipio regional de condado de Maskinongé y a su vez, en la región administrativa de Mauricie. Hace parte de las circunscripciones electorales de Maskinongé a nivel provincial y de Berthier−Maskinongé a nivel federal.

## Geografía
Louiseville se encuentra ubicada en las coordenadas 46°15′00″N 72°57′00″O / 46.25000, -72.95000. Según Statistique Canada, tiene una superficie total de 62,59 km² y es una de las 1135 municipalidades en las que está dividido administrativamente el territorio de la provincia de Quebec.

## Demografía
Según el censo de Canadá de 2011, había 7517 personas residiendo en esta ciudad con una densidad poblacional de 120,1 hab./km². Los datos del censo mostraron que de las 7433 personas censadas en 2006, en 2011 hubo un aumento poblacional de 84 habitantes (1,1%). El número total de inmuebles particulares resultó de 3694 con una densidad de 59,02 inmuebles por km². El número total de viviendas particulares que se encontraban ocupadas por residentes habituales fue de 3575.